# Alfredo Le Pera
Alfredo Le Pera, né le 7 juin 1900 à São Paulo et mort le 24 juin 1935 à Medellín, est un journaliste, dramaturge et parolier argentin d'origine italienne né au Brésil, surtout connu pour sa brève mais fructueuse collaboration avec le célèbre chanteur de tango Carlos Gardel. Il meurt dans un accident d'avion avec Gardel alors qu'il est au sommet de sa carrière.

## Parolier de Carlos Gardel
Alfredo Le Pera a écrit les paroles des œuvres suivantes, dont la musique a été écrite par Carlos Gardel :
- Amargura (tango)
- Amores de Estudiante (walse)
- Apure, delantero buey (chanson)
- Arrabal amargo (tango)
- Caminito soleado (chanson)
- Cheating muchachita
- Criollita, decí que sí (chanson)
- Cuesta abajo (tango)
- El día que me quieras (chanson)
- Golondrinas (tango)
- Guitarra, guitarra mía
- La criolla
- La vida en un trago
- Lejana tierra mía (song)
- Melodía de arrabal (tango)
- Mi Buenos Aires querido (tango)
- Olvido
- Por tu boca roja
- Por una cabeza (tango)
- Quiéreme
- Recuerdo malevo (tango)
- Rubias de New York (foxtrot)
- Soledad (tango)
- Suerte negra (waltz)
- Sus ojos se cerraron (tango)
- Viejos tiempos (tango)
- Volver (tango)
- Volvió una noche (tango)